# Togoudo
Togoudo ist eine Stadt und ein Arrondissement im Departement Atlantique in Benin. Es ist eine Verwaltungseinheit, die der Gerichtsbarkeit der Kommune Allada untersteht.

## Demografie und Verwaltung
Gemäß der Volkszählung von 2013 hatte Togoudo 6051 Einwohner, davon waren 2950 männlich und 3101 weiblich.
Das Arrondissement umfasst vier Dörfer:
1. Govié
2. Kpodjava
3. Tôgô
4. Zèbou